# Pójdźka (zwyczajna)
Pójdźka (zwyczajna) (Athene noctua) – gatunek średniej wielkości ptaka z rodziny puszczykowatych (Strigidae). Zamieszkuje całą Europę poza Półwyspem Skandynawskim i północną Rosją, Afrykę Północną z Saharą, Bliski Wschód i środkową Azję aż po Koreę. Pod koniec XIX wieku reintrodukowana w Wielkiej Brytanii, obecnie również tam jest lęgowa. Na początku XX wieku introdukowana na nowozelandzkiej Wyspie Południowej. W Polsce bardzo nieliczny ptak lęgowy, ściśle osiadły. Nie jest zagrożony wyginięciem.

## Charakterystyka
Wygląd zewnętrznyBrak dymorfizmu płciowego. Krępa sylwetka, głowa duża i spłaszczona, ogon krótki. Szlara jest kolista, barwy szarej, ciemniejsza w okolicy dzioba, z wyraźniej zaznaczonymi długimi, białymi brwiami. Oczy żółte. Wierzch ciała brązowoszary pokryty kolistymi kremowymi lub białymi cętkami, które są najmniejsze na głowie, zaś największe na skrzydłach. Spód biały albo kremowy, pokryty podłużnymi, brązowymi plamami. Lotki i sterówki brązowe z jasnymi plamkami, które układają się w poprzeczne pasy. Nogi długie, skok obficie opierzony, podczas gdy palce znacznie słabiej.
Młode są ubarwione jaśniej, z mniej wyraźnymi plamkami i kreskami.
Rozmiarydługość ciała: ok. 23–25 cm
rozpiętość skrzydeł: ok. 54–58 cm
Masa ciałasamce ok. 162–177 g, samice ok. 166–206 g
GłosGłos terytorialny samca to przeraźliwe, wysokie „guuk” lub „puuijć” (kojarzące się ze słowem „pójdź” – stąd polska nazwa). Alarmuje krótkim „kju”. Pisklęta dopominają się jedzenia, przeciągle sycząc.
ZachowanieProwadzi ściśle osiadły tryb życia. Charakterystyczny dla pójdźki jest falisty lot, jak u dzięciołów. Często przesiaduje na słupach telegraficznych, dachach lub płotach, czatując na zdobycz. Zaniepokojona dyga i kiwa się.

## Środowisko
Najczęściej w pobliżu osiedli ludzkich, w śródpolnych zadrzewieniach, sadach, parkach, alejach, starych zabudowaniach. Dawniej związana wyłącznie z krajobrazem wiejskim, obecnie pojawia się też na obrzeżach miast, szczególnie w południowo-wschodniej Polsce.

## Pożywienie
Głównie owady (chrząszcze, ćmy, szarańczaki), dżdżownice oraz niewielkie gryzonie, rzadziej drobne ptaki lub płazy. Pójdźka jest aktywna zarówno w dzień, jak i w nocy, choć najbardziej o zmierzchu i o świcie. Za dnia poluje na owady, chodząc po ziemi, a nocą na myszy czy ptaki, często z zasadzki. Jest ptakiem walecznym, zaatakować może nawet szczura bądź łasicę. Pójdźka jako ptak osiadły narażona jest na trudy zimy; poluje wówczas na małe ptaki.

## Lęgi

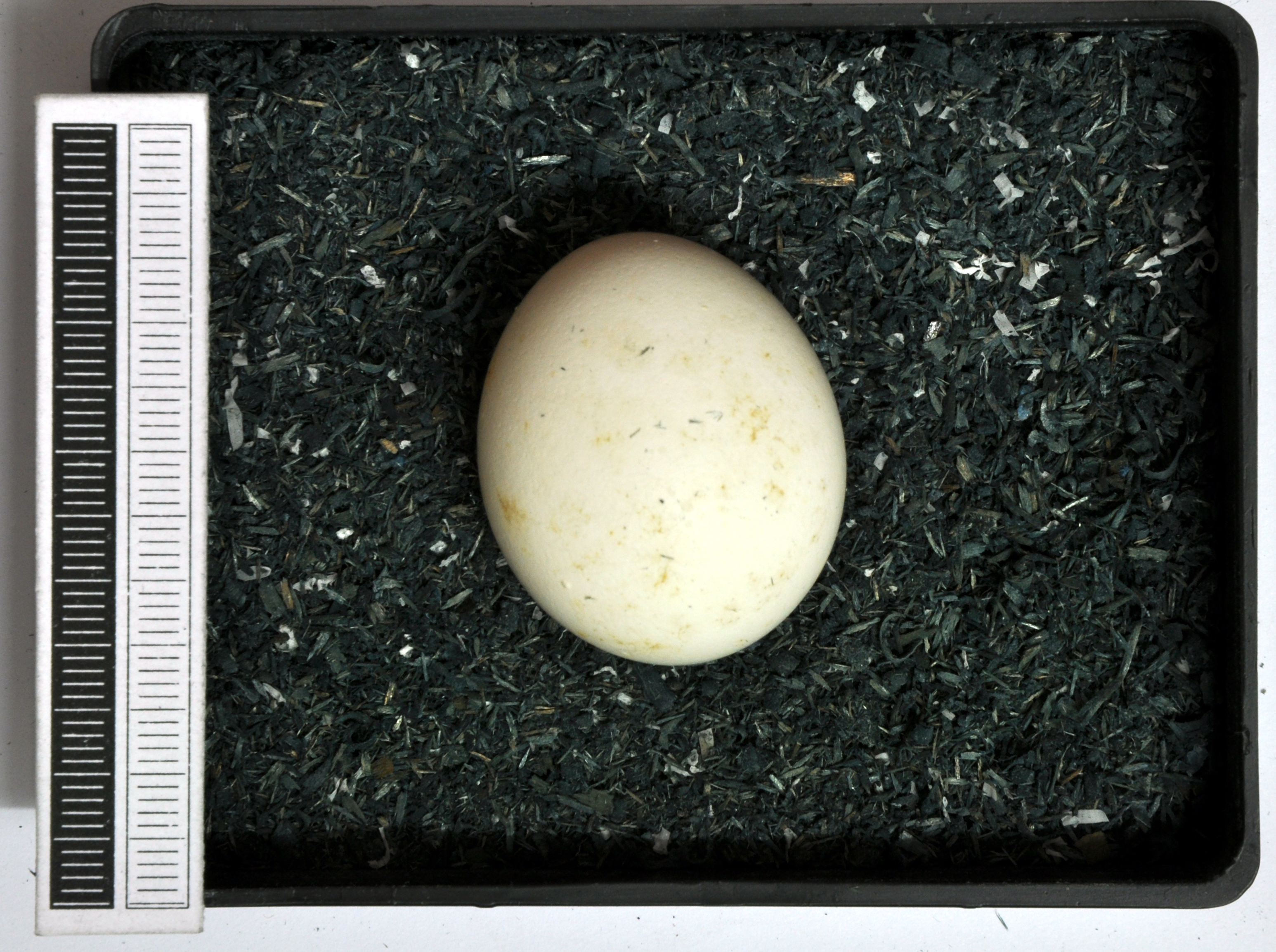
Jajo z kolekcji muzealnej

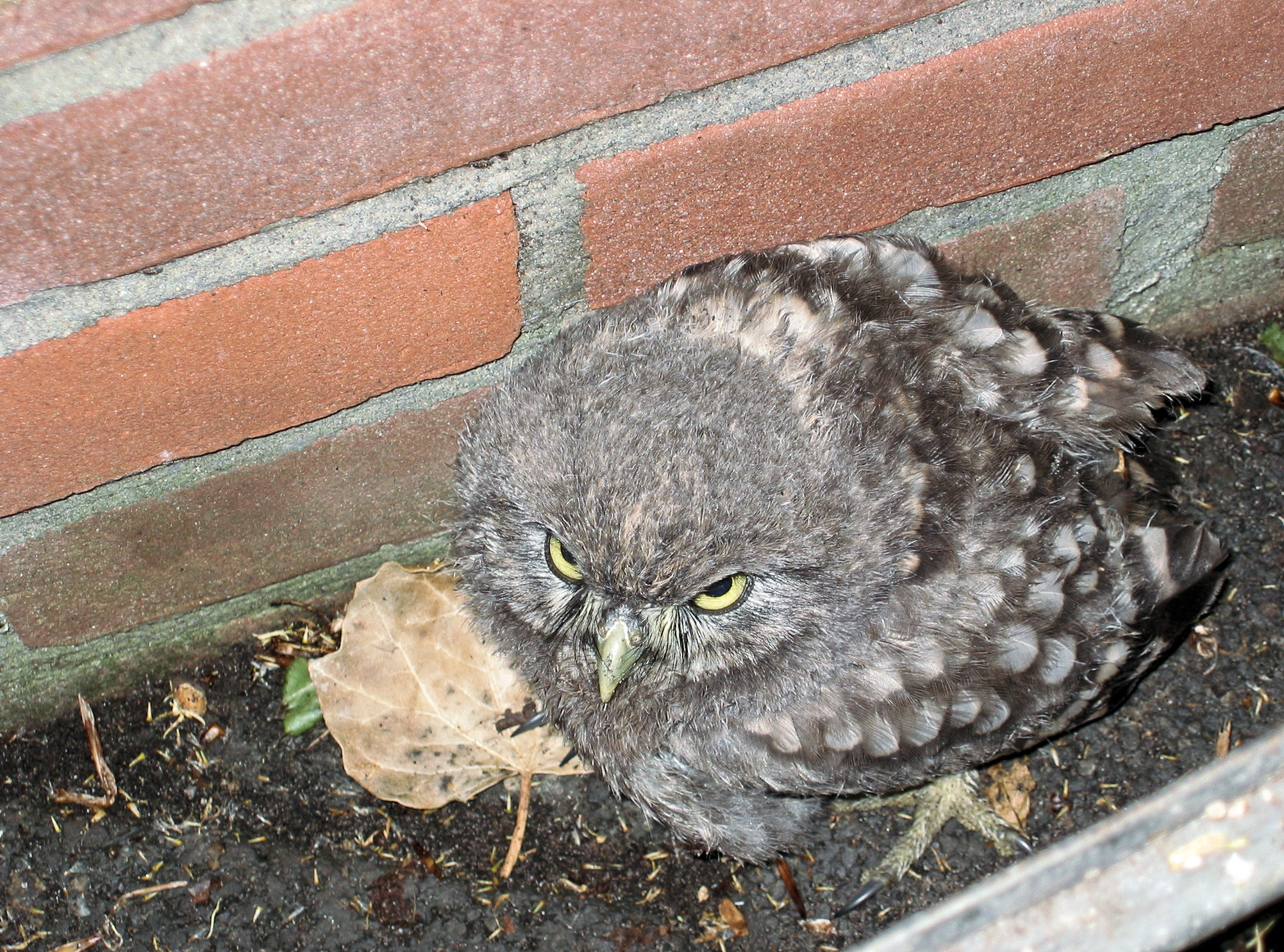
Osobnik młodociany

Wyprowadza jeden lęg w roku, pod koniec kwietnia lub na początku maja.
GniazdoW dziuplach (zwłaszcza starych, głowiastych wierzb), w szczelinach muru lub na strychach, w stodołach, w zrujnowanych nie używanych budynkach (np. zabudowaniach byłych PGR-ów), a także w otworach wentylacyjnych bloków mieszkalnych.
JajaSamica składa 4 do 5 jaj. Są one niemal kuliste, równobiegunowe, czysto białe z połyskiem. Skorupa o powierzchni bardzo drobnoziarnistej, często z wapiennymi grudkami. Średnie wymiary 33,5×28,5 mm.
WysiadywanieW przeciwieństwie do innych sów, pójdźka zaczyna wysiadywanie dopiero po złożeniu ostatniego jaja, w związku z czym młode rozwijają się jednocześnie i nie ma między nimi różnic w wielkości. Jaja wysiadywane są przez okres około 28 dni wyłącznie przez samicę.
PisklętaPisklęta są okryte krótkim, białym puchem i opuszczają gniazdo po 28–35 dniach. Po dwóch tygodniach zaczynają latać, a po około miesiącu, w sierpniu, młode są już samodzielne i opuszczają terytorium rodziców.

## Status i ochrona
Międzynarodowa Unia Ochrony Przyrody (IUCN) uznaje pójdźkę za gatunek najmniejszej troski (LC – Least Concern) nieprzerwanie od 1988 roku. Liczebność światowej populacji, obliczona w oparciu o szacunki organizacji BirdLife International dla Europy z 2015 roku, mieści się w przedziale 5–10 milionów dorosłych osobników. Ze względu na brak dowodów na spadki liczebności bądź istotne zagrożenia dla gatunku, BirdLife International uznaje globalny trend liczebności populacji za stabilny.
Na terenie Polski gatunek ten jest objęty ścisłą ochroną gatunkową, wymaga ochrony czynnej. Na Czerwonej liście ptaków Polski została sklasyfikowana jako gatunek niedostatecznie rozpoznany (DD – Data Deficient) ze względu na skryty tryb życia, wskutek czego dane o wielkości populacji lęgowej i jej zmianach są obarczone nieznanym błędem. W latach 2013–2018 liczebność krajowej populacji lęgowej szacowano na 500–1000 par.
W ostatnich latach liczebność pójdźki w Polsce zmniejsza się. Przyczyny tego zjawiska nie są jeszcze dokładnie zbadane, choć na pewno wpływ na to mają: ograniczenie ilości miejsc odpowiednich do założenia gniazda (coraz mniej starych, dziuplastych wierzb i dogodnych miejsc w budynkach), intensyfikacja rolnictwa, rozbudowa dróg (kolizje z samochodami), ostre, śnieżne zimy (trudności ze znalezieniem pokarmu).
Ochrona gatunku powinna więc polegać przede wszystkim na pozostawianiu dostępu do miejsc dogodnych do założenia gniazda lub wieszaniu skrzynek lęgowych o specjalnej konstrukcji. Skrzynki takie, o długości 90 cm i wymiarach przedniej ścianki 16×16 cm z otworem wlotowym o średnicy 6–7 cm, powinny być wieszane wysoko na drzewach w pozycji poziomej.

## Podgatunki
Wyróżnia się kilkanaście podgatunków, zamieszkujących odpowiednio:
- A. noctua vidalii – zachodnia Europa (Holandia, Belgia, Francja, Półwysep Iberyjski); również w Wielkiej Brytanii (reintrodukcja)
- pójdźka (zwyczajna)[4] (A. noctua noctua) – Europa środkowa i wschodnia (od Danii, Niemiec, Szwajcarii i Włoch z Sycylią, poprzez Polskę i Węgry po zachodnią i środkową Rosję)
- A. noctua indigena – południowa Europa (Grecja, Bałkany), południowa Rosja aż do Kaukazu, Azja Mniejsza
- A. noctua glaux – północne wybrzeże Afryki, przybrzeżny Izrael na południe do Hajfy
- A. noctua saharae – północna i środkowa Sahara (na południe do Mauretanii, Mali, Nigru, Czadu i Sudanu) na wschód, nieciągle do Półwyspu Arabskiego
- pójdźka etiopska[4] (A. noctua spilogastra) – wschodni Sudan, Erytrea i północno-wschodnia Etiopia
- A. noctua somaliensis – wschodnia Etiopia i Somalia
- pójdźka arabska[4] (A. noctua lilith) – Bliski Wschód
- A. noctua bactriana – środkowa Azja
- A. noctua orientalis – skrajnie północno-zachodnie Chiny i sąsiadująca z nią Syberia
- A. noctua impasta – północno-środkowe Chiny
- A. noctua ludlowi – południowy i wschodni Tybet na wschód do zachodniego Syczuanu i na południe do północnych Himalajów
- A. noctua plumipes – południowy Ałtaj, Mongolia i Zabajkale na wschód do północno-wschodnich Chin i Kraju Nadmorskiego.